# Stazione di Bugnara
Stazione di Bugnara vasútállomás Olaszországban, Bugnara településen.

## Vasútvonalak
Az állomást az alábbi vasútvonalak érintik:
- Róma–Sulmona–Pescara-vasútvonal

## Kapcsolódó állomások
A vasútállomáshoz az alábbi állomások vannak a legközelebb:
- Stazione di Sulmona
- Stazione di Anversa-Villalago-Scanno